# Лавровский, Николай Алексеевич
Никола́й Алексе́евич Лавро́вский (1825—1899) — доктор русской словесности; первый директор Нежинского историко-филологического института, профессор и ректор Императорского Варшавского университета. Тайный советник.

## Биография
Родился 22 ноября (4 декабря) 1825 года в семье насчитывавшей 19 детей: отец — Алексей Стефанович Оглоблин (12.3.1782 — 19.8.1846), протоиерей села Выдропужск в Тверской губернии (Тверская епархия); мать — Наталья Ивановна, урожд. Оглоблина (12.8.1789 — 11.12.1870). Воспитывался в Новоторжском духовном училище и Тверской духовной семинарии. Затем учился на историко-филологическом отделении Санкт-Петербургского Главного педагогического института, по окончании полного курса наук которого, на публичном акте 17 августа 1851 года, он был удостоен золотой медали и оставлен исправляющим должность адъюнкта по кафедре греческой и латинской словесности и древностей, с состоянием в чине IX класса.
В августе 1852 года был назначен в Харьковский университет исправляющим должность адъюнкта по кафедре педагогики, но с разрешения министра народного просвещения оставался в Санкт-Петербурге для ознакомления с литературой педагогики. После публичной защиты диссертации «О византийском элементе в языке договоров русских с греками», получил степень магистра русской словесности, и 19 февраля 1853 года прибыл в Харьков, где 26 мая 1853 года был утверждён в должности адъюнкта по кафедре педагогики; одновременно, с 30 сентября 1853 года по 18 августа 1854 года состоял членом Комитета для испытания лиц, ищущих звания домашних учителей и учительниц по предмету русской словесности. После защиты в Харьковском университете диссертации «О древнерусских училищах», 19 января 1855 года был утверждён в степени доктора славянорусской филологии, а 22 июня был утверждён экстраординарным профессором по кафедре педагогики Харьковского университета.
В августе 1856 года за отлично-усердную службу Н. А. Лавровскому было объявлено Высочайшее Его Императорского Величества благоволение, получил тёмно-бронзовую медаль в память войны 1853—1856гг. для ношения на Андреевской ленте и был назначен цензором неофициальной части Харьковских губернских ведомостей (с 26 августа 1856 года по 17 июля 1858 года). Публиковал свои статьи как в этом издании, так и в столичных журналах «Летописи русской литературы и древности», «Русское слово», «Москвитянин» и др. 
В 1858 году занял в звании ординарного профессора кафедру русской словесности Харьковского университета, отказавшись от профессорства в Петербургском Главном педагогическом институте. В 1859 году подготовил спецкурс «О характере Древнейшей письменности, народной словесности вообще и в „Слове о полку Игореве“ в особенности». С 1862 года был деканом историко-филологического факультета.
В 1875 году стал первым директором Нежинского историко-филологического института князя Безбородко. Одновременно, он состоял председателем педагогического совета, открывшегося при институте, Нежинской женской гимназии П. И. Кушакевич. В 1878 году был утверждён в звании заслуженного профессора. В 1882 году вышел в отставку.
С 1879 года — член-корреспондент Петербургской академии наук, с 1890 года — ординарный академик отделения русского языка и словесности.
В 1883 году был возвращён на службу, получив назначение ректором Императорского Варшавского университета, а 17 августа 1890 года — попечителем Дерптского учебного округа. В Ригу из Варшавы прибыл 25 ноября 1891 года вместе со своей второй женой — Еленой Ивановной Красовской (дочерью чиновника IX класса).
По единогласному избранию Совета Харьковского университета, 25 июня 1892 года он был утверждён почётным членом университета.
В 1893 году, с 20 января приказом по Ведомству Министерства юстиции, был назначен мировым судьёй Рижско-Вольмарского судебно-мирового округа; 22 августа — пожалован знаком отличия беспорочной службы за 40 лет. В январе следующего года ему была объявлена Высочайшая благодарность за труды по проведению реформы учебных заведений Рижского учебного округа. С 23 февраля 1895 года он был назначен председателем историко-филологической комиссии в Санкт-Петербургский университет; 11 января 1896 года избран почётным членом Русского археологического института в Константинополе.
Умер находясь на службе 18 (30) сентября 1899 года, в возрасте 73 лет, в селе Кочеток Змиевского уезда Харьковской губернии. Был похоронен в Харькове, в семейном склепе (склеп не сохранился) на Холодногорском кладбище.
В 1912 году Юрьевский университет обратился в канцелярию попечителя Рижского учебного округа с просьбой доставить фотографию и сведения о рождении и смерти Н. А. Лавровского в связи с учреждением медали им. Николая Алексеевича Лавровского за конкурсные студенческие сочинения. В письме правления университета от 29 января 1913 года за № 333 сообщалось о заказе золотых и серебряных медалей для студентов историко-филологического факультета, где «на лицевой стороне медали поясное изображение Лавровского, а на оборотной — имя попечителя Рижского учебного округа, Тайного Советника Николая Алексеевича Лавровского и времени его рождения — 22 ноября 1825 года, и смерти — 18 сентября 1899 года».

## Семья
Дочь Наталья была замужем за Н. Я. Гротом.